# Rodzina Addamsów II
Rodzina Addamsów II (ang. Addams Family Values) – amerykańska filmowa czarna komedia z 1993 w reżyserii Barry’ego Sonnenfelda. Druga kinowa ekranizacja komiksu autorstwa Charlesa Addamsa, kontynuacja Rodziny Addamsów z 1991. W 1994 film nominowano do Oscara w kategorii „najlepsza scenografia”.

## Fabuła
Na świat przychodzi trzeci potomek małżeństwa Addamsów – Pubert. Chłopiec charakteryzuje się intrygującym uśmiechem, ekstremalną bladością cery i odziedziczonym po ojcu szykownym wąsikiem. Narodziny Puberta wywołują gniew starszego rodzeństwa. Wednesday i Pugsley postanawiają pozbyć się brata, bowiem według rodzinnej tradycji narodziny kolejnego potomka oznaczają śmierć jednego z poprzednich. Gomez i Morticia zatrudniają niańkę, Debbie – w rzeczywistości seryjną mężobójczynię. Kobieta upatruje sobie w majątku Festera źródło szybkiego dochodu. Postanawia wyjść za Addamsa, zamordować go i odziedziczyć majątek. Gdy o planie dowiadują się Wednesday i Pugsley, decydują się pomóc zaślepionemu miłością wujkowi.

## Obsada
- Anjelica Huston jako Morticia Addams z d. Frump, pani domu
- Raúl Juliá jako Gomez Addams, mąż Morticii
- Christopher Lloyd jako Fester Addams, brat Gomeza
- Joan Cusack jako Debbie „Czarna Wdowa” Jellinsky-Addams, opiekunka dziecka Addamsów, później żona Festera
- Christina Ricci jako Wednesday Addams, córka Morticii i Gomeza
- Jimmy Workman jako Pugsley Addams, starszy syn Morticii i Gomeza
- Carol Kane jako Esmerelda Frump, matka Morticii
- David Krumholtz jako Joel Glicker, adorator Wednesday
- Carel Struycken jako Lurch, lokaj Addamsów
- Dana Ivey jako Margaret Addams, żona kuzyna Coś
- Harriet Sansom Harris jako Ellen Buckman, matka Amandy
- Mercedes McNab jako Amanda Buckman, dziewczyna z obozu
- Peter MacNicol jako Gary Granger, opiekun obozu
- Christine Baranski jako Becky Martin-Granger, żona Gary’ego
- Cynthia Nixon jako Heather, odrzucona kandydatka na nianię
- Tony Shalhoub jako Jorge

## Odbiór
W 1994 film nominowano do Oscara za najlepszą scenografię, przegrał jednak z Listą Schindlera. Houston otrzymała nominację do Złotego Globu dla najlepszej aktorki w filmie komediowym lub musicalu, którą ostatecznie zdobyła Angela Bassett za rolę Tiny Turner w Tinie. Podczas 14. rozdania Złotych Malin zespół Tag Team otrzymał wyróżnienie za najgorszą piosenkę oryginalną – „Addams Family (Whoomp!)”. W Polsce Rodzina Addamsów II była 29. najchętniej oglądanym filmem w 1994 roku, a łącznie w kinach obejrzało go ponad 111,1 tys. widzów.